# スレイト (映画)
『スレイト』（原題：불어라 검풍아 SLATE）は、2020年の韓国映画。第33回東京国際映画祭の「TOKYOプレミア2020」部門に招待された。

## キャスト
- アン・ジヘ
- イ・ミンジ
- パク・テサン
- チョ・ソンギ
- イ・セホ
- ジョンホ
- パク・インス
- イ・ダヨン